# シャープピーク
シャープピーク (英名：Sharp Peak)、あるいは蚺蛇尖 (広東語：ナムセーツィム) は、香港の東部に位置する、標高468 mの山である。山域は、1978年以来、新界の西貢東郊野公園 (Sai Kung East Country Park) に指定されている。。

## 概要
香港の西貢以東は、伝統的な農漁業が崩壊し廃村化が進んだ一方、英国植民地政庁が都市開発を規制してきたため、過密都市香港という一般のイメージからかけ離れた山岳と原野が広がっている。とくに、北潭涌 (Pak Tam Chung) にあるジオパークビジターセンターより東は、ほとんど無人地帯といってよい。この山はその中にあって、標高こそ低いものの、日本の槍ヶ岳を思わせる急峻な山頂を天に突き立てる特徴ある山容で周辺からすぐ同定でき、西貢東郊野公園の象徴となっている。香港では高い人気を誇る登山コースとなっており、近年は、この山域が香港ジオパークに指定されたためもあって、「香港の名山登頂」をめざすツァーによる日本人登山者が増加してきた。
登山のトレイルは明瞭なものの、難路である。山頂まで一切道標がなく、岩場やザレ場の急斜面には日本のように鎖やペンキ印が一切ないため、読図と岩場の経験を積んだ中・上級者向きのコースとなっている。

## 地質
1.4億年前、この地域には巨大な火山があったことが明らかとなっており、山体は、白亜紀に形成された、Clear Warter Bay Formation (Kkw) に属し、凝灰岩と、珪化した溶岩から成っている。

## 登山

### 登山口
登山口は、赤径 (Chek Keng) または西湾亭 (Sai Wan Ting) となる。赤径へは、西貢バスターミナルから94系統バスで終点の黄石 (Wong Shek) 下車、埠頭より、定期船ないし水上タクシー (埠頭にいる係員に頼む) にて到達、または途中の北潭凹 (Pak Tam Au) でバスを下車、マクレホーストレイル(中国語：麥理浩径）を徒歩約45分で到達できる。西湾亭は、西貢市街（マクドナルドの前）からミニバス29Rに乗車、終点である。

### 登山ルート
ここでは、より登りやすい赤径からのルートを記述する。
赤径からは、コンクリートで固められたマクレホーストレイルを、標高153mの大浪坳(Tai Long Au)まで歩く。約30分で到達する峠には、シャープピークについての説明板が設置されている。シャープピークは、ここで土の道または階段の道 (途中で合流する) に左折 (北側に進む) するが、道標はない。すぐ難路を警告する表示板が現れるが無視して、しばらく緩い上りのあと、高度を下げ、標高168mの蚺蛇坳 (Nam She Au) の鞍部に到達。ここから、ザレ場、そして三点支持が必要な岩場の急登となる。岩場は、ホールドとスタンスがしっかりしており、浮石も少ないので、慎重に行動すれば問題ない。登り終わった標高約325mの小ピークで、右に、鹹田 (Ham Tin) への道を分ける。この先道は二手に分かれるが、途中で合流しており、どちらを進んでも頂上につく。頂上直下は、標高差で約80m、ザレ場の急登が続く。足場をしっかり選んで慎重に進む。大浪坳より約2時間で、好天時には、中国本土まで周囲を遮るもののない360度の大展望が待つ頂上に到達できる。頂上には山名の表示板がないが、筒状の三角点標石が建つ。
下山は、大浪坳までピストンでもどってもよいが、途中標高325mの小ピークから左 (東)へ、鹹田に直行するトレイルも利用できる。このトレイルは、途中、急なザレ場の下りとなる箇所もあるものの、尾根筋を外さないでたどれば、道はよく踏まれている。尾根を下りきったところで右折、勿体無いほど人が少ない大湾 (Tai Wan) のビーチに至る。美しい白砂の浜辺を歩き、望魚角 (Mong Yue Kok) の付け根の標高30m程度の小さな峠を超えると、鹹田である。山頂から鹹田まで、徒歩約2時間。
鹹田には、売店兼食堂が2軒あり、昼食ができる。週末などには、ここから西貢に直行船が出ており (午後4時ごろ出帆)、その乗船券もここで購入できる (運賃120香港ドル)。船に乗ると、香港ジオパークの見せ場のひとつ、日本の兵庫県にある玄武洞と同じ、六角形の柱状節理の断崖を間近に眺めることができる。ここで船に乗らない場合は、マクレホーストレイルを歩き、西湾亭に至り、西貢ゆきミニバスに乗車する。追加で徒歩約1時間～1時間半が必要となる。

### 周辺の山小屋
赤径にはユースホステルの白普理堂 (Bradbury Hall) があり、宿泊が可能 (予約必要、素泊のみ)。ここに泊まらない場合、西貢にはホテルがないので、都心のホテルに泊り、地下鉄 (MTR) 観塘線の彩虹駅下車、92系統バスに乗り換えて西貢に向かうこととなる。

### 必携の装備
道標が一切ないので、香港政府発行の詳しい地図。標高100～150mを超えると遮るもののない草原地帯で日射が厳しいため、帽子。途中飲用に適する水場は一切ないため、1人1.5リットル程度の水。岩場とザレ場が続くので、しっかりした登山靴。